# See You
See You är en låt av den brittiska gruppen Depeche Mode. Det var gruppens fjärde singel och den första skriven av Martin Gore. Den släpptes som singel i januari 1982 och nådde som bäst en 6:e placering på den brittiska singellistan. Den förlängda versionen av låten togs senare med på gruppens andra album A Broken Frame.

## Utgåvor och låtförteckning
7": Mute / 7Mute18 (UK)
1. "See You" – 3:55
2. "Now, This Is Fun" – 3:23

12": Mute / 12Mute18 (UK)
1. "See You (Extended Version)" – 4:50
2. "Now, This Is Fun (Extended Version)" – 4:45

CD: Mute / CDMute18 (UK)1
1. "See You (Extended Version)" – 4:50
2. "Now, This Is Fun" – 3:23
3. "Now, This Is Fun (Extended Version)" – 4:45

12": Sire / Sire 29957-0 (US)
1. "See You (Extended Version)" – 4:50
2. "Now, This Is Fun (Extended Version)" – 4:45
3. "The Meaning of Love (Fairly Odd Mix)" – 4:59
4. "See You" – 3:55

- 1CD utgiven 1991.
- Alla låtar skrivna av Martin Gore.